# Eberhard von Biburg

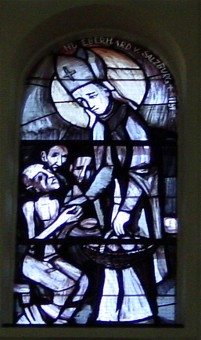
Kirchenfenster in der Pfarrkirche Liesing gestaltet von Martin Häusle

Eberhard von Sittling und Biburg, bzw. Eberhard I. von Salzburg (* um 1085 in Sittling; † 22. Juni 1164 im Zisterzienserstift Rein) war ein schon zu Lebzeiten berühmter und vielfach als Heiliger verehrter Salzburger Erzbischof im 12. Jahrhundert, dessen persönliche Lebensführung ebenso bewundert wurde wie dessen außerordentliche Redebegabung.

## Eberhards Jugendzeit
Eberhard stammt aus der bayrischen Adelsfamilie der Freiherrn von Sittling und Biburg. Durch seine Mutter Bertha von Ratzenhofen war er mit Erzbischof  Konrad I., aber auch mit dem Salzburger Gegenerzbischof Berthold von Moosburg verwandt. Eberhard wurde erst in der Bamberger Domschule ausgebildet, studierte dann in Paris, wo er sich ein profundes und sehr vielseitiges Wissen aneignen konnte, und wurde darauf zuerst Stiftsherr in Bamberg.

## Eberhards Wirken bis 1147
1125 legte Eberhard in der hirsauisch reformierten Benediktinerabtei Prüfening bei Regensburg als Mönch das Ordensgelübde ab, 1131 wurde er Prior und 1138 Abt im Benediktinerkloster Biburg an der Abens, wo er das Kloster im Sinn der Reformbewegung von Cluny reorganisierte. Die Weihe zum Abt nahm dabei Papst Innozenz II.  persönlich vor. Die allgemeine Achtung reichte schon damals weit über den engeren Klosterbereich hinaus.

## Eberhard als Erzbischof
1147 wurde Eberhard, der damals schon 60 Jahre alt war, zum Erzbischof von Salzburg gewählt. Er war dabei besonders wohltätig und bemühte sich um eine Verbesserung der teilweise verrohten Sitten der Geistlichkeit. Eberhard besaß neben seiner Redegewandtheit ein hervorragendes diplomatisches Geschick, das er zum Wohl des Landes Salzburg und seiner Diözese vielfach einsetzte. Als das Kloster Admont 1152 einem Brand zum Opfer gefallen war, hat Eberhard maßgeblich zum raschen Wiederaufbau beigetragen. Um Kirchen, Kapellen und Altäre, aber auch Priester und Klöster persönlich zu weihen, scheute Eberhard weite und mühsame Reisen nie.  
Der Historiograph Rahewin rühmt Erzbischof Eberhard vor allem wegen seiner hohen Bildung, seiner Standhaftigkeit im Glauben, seiner Menschenfreundlichkeit und Güte, seiner Freigiebigkeit und nicht zuletzt seiner persönlichen Anteilnahme für Arme und Kranke.

## Eberhard als Führer der Alexandriner im römisch-deutschen Reich
Im Investiturstreit zwischen Papst Alexander III. und Kaiser Friedrich Barbarossa stellte sich Eberhard klar auf die Seite des Papstes, blieb aber dabei angesichts seines außerordentlichen Ansehens ein auch vom Kaiser geschätzter Vermittler. In der klaren Haltung für Papst Alexander III. und gegen den kaisertreuen Gegenpapst Viktor IV. ging Eberhard immer mehr an die Grenzen des Möglichen und missachtete verschiedene strikte Aufforderungen seines Kaisers. Nur sein außerordentliches Ansehen schützte ihn zuletzt vor harten kaiserlichen Strafmaßnahmen.

## Alter und Tod
Im Greisenalter reiste er noch einmal in die Steiermark, um einen Streit zu schlichten. Die Salzburger Burg Leibnitz wurde vom steirischen Landesherren Markgraf Otakar belagert, der sich so für das ihm angetane Unrecht des Leibnitzer Burggrafen rächen wollte. Erst zähe Verhandlungen ermöglichten den Abzug der steirischen Belagerer. Auf dem Heimweg starb er im Zisterzienserkloster Rein. Eberhard von Biburg wurde im Salzburger Dom beigesetzt. Seine Gruft im Dom wurde 1957 im Zuge der damaligen Domgrabungen freigelegt.